# Усатівська група
Усатівська група  (сатівська група, усатівський тип трипільської культури; серед. Ill тис. до РХ) - бл. 50 поселень, курганних та ґрунтових могильників, залишених пізньотрипільськими общинами, які переселилися з південної частини Середнього Подністров'я (Північна Молдова) в Північно-Західне Причорномор'я і змішалися зі східним степовим кочовим та західним осілим населенням (культура Чернавода). 
Назва походить від с. Усатове поблизу Одеси, де розташовані поселення, два курганні й два ґрунтові могильники. Північна межа території усатівського населення проходила південніше сучасних міст Ясси, Кишинів, Первомайськ, на заході вона обмежена пониззям Дунаю і Пруту, на сході - Південного Бугу. 
Досліджували пам'ятки У.г. М.Болтенко, О.Лагодовська, Е. Патокова та ін. Поселення (Усатове, Маяки, Граденіце та ін.) мають укріплений характер, розташовані на високих мисах плато, захищені з доступного боку ровами, валами й, можливо, дерев'яними загорожами на них. 
- На поселенні в Усатовому відкрито залишки наземних і заглиблених жител, а також кам'яні споруди (т. зв. кам'яні коридори) культового призначення.
- На поселеннях знайдено знаряддя праці з кременю (ножі, шкребки, свердла, наконечники стріл та ін.), кісток тварин (сапки, прикраси).
- У похованнях виявлено близько 70 виробів із міді (сокири, долота, ножі, шила, кинджали, скроневі кільця, пронизки тощо), більшість яких, як вважають дослідники, були виготовлені на місці. Кинджали за складом металу і технологією виготовлення близькі до аналогічних виробів з Анатолії.
- Посуд усатівців поділяється на дві групи: кухонний (глина містить домішку товчених черепашок) та столовий, поверхня якого заполірована, прикрашена коричневим розписом та штамповим орнаментом, заповненим білою крейдяною пастою. З ін. глиняних виробів виявлено схематичні маленькі статуетки жінок на кубічних підставках і типові для Трипілля жіночі фігурки.

Усатівське населення займалося скотарством, різними ремеслами, обміном із сусідами. 
Судячи з кількості речей у похованнях, основу соціального життя становили патріархальні сім'ї, які володіли різною кількістю майна. 
Небіжчиків усатівці ховали в ґрунтових могильниках і під насипами курганів. Їх ховали в скорченому положенні в ямах, перекритих кам'яними плитами. Під час спорудження курганів використовувався вапняк. У деяких усатівських курганах простежувались кам'яні площадки (кромлехи), вертикальні плити, що свідчать про існування складних релігійних вірувань. Могильники займали площу 2,5-5 га. В усатівських курганах досліджено 44 поховання.